# بوب هولدن
بوب هولدن (بالإنجليزية: Bob Holden)‏ هو سائق سباق أسترالي، ولد في 1 ديسمبر 1932 في Notting Hill, Victoria ‏ في أستراليا.